# إن مورنينغ
إن مورنتنغ هي فرقة ميتال من السويد وبالتحديد هي فرقة Progressive Death Metal - ميتال الموت التقدمي وهو نوع من فرعي من موسيقى الميتال، تنتج ألبوماتهم شركة سباين فريم ريكوردس، آخر ألبوماتهم The Weight Of Oceans صدر في 18 أبريل - 2012.

## الأعضاء
Tobias Netzell - عازف جيتار، مؤدي صوتي
Christian Netzell - الطبول
Pierre Stam - جيتار البيز
Björn Petterson - جيتار، مؤدي صوتي
Tim Nedergård - جيتار

## وصلات خارجية
- إن مورنينغ على موقع ميوزك برينز (الإنجليزية)
- إن مورنينغ على موقع أول ميوزيك (الإنجليزية)
- إن مورنينغ على موقع ديسكوغز (الإنجليزية)